# Uba Budo
Uba Budo est une localité de Sao Tomé-et-Principe située à l'est de l'île de Sao Tomé, dans le district de Cantagalo. C'est une ancienne roça, qui avait notamment une dépendance à Uba Budo Praia (« la plage d'Uba Budo »).

## Climat
Uba Budo est doté d'une climat tropical de type As selon la classification de Köppen, avec des précipitations bien plus importantes en hiver qu'en été. La température moyenne annuelle y est de 23,2 °C.

## Population
Lors du recensement de 2012, 468 habitants y ont été dénombrés.

## Roças
Uba Budo appartenait à la Companhia Agrícola Ultramarina et a d'abord porté le nom de Buenos Aires avant de prendre celui de la première roça de la compagnie, aujourd'hui connue sous le nom de Uba Budo Velho.
Photographies et croquis réalisés en 2011 mettent en évidence la disposition des bâtiments, leurs dimensions et leur état à cette date.